# Rovňany
Rovňany é um município da Eslováquia, situado no distrito de Poltár, na região de Banská Bystrica. Tem 9,61 km² de área e sua população em 2018 foi estimada em 251 habitantes.

## Demografia
| Ano:        | 1994 | 2004   | 2014   | 2024   |
| ----------- | ---- | ------ | ------ | ------ |
| Broj ljudi: | 292  | 278    | 262    | 239    |
| Razlika:    |      | -4,79% | -5,75% | -8,77% |

| Ano:               | 2023 | 2024   |
| ------------------ | ---- | ------ |
| Número de pessoas: | 244  | 239    |
| Diferença:         |      | -2,04% |